# Leptoglossis schwenkioides
Leptoglossis schwenkioides ist eine Pflanzenart aus der Gattung Leptoglossis in der Familie der Nachtschattengewächse (Solanaceae).

## Beschreibung
Leptoglossis schwenkioides ist ein Strauch mit einer Vielzahl an ganzrandigen, kleinen oder nur schuppenartigen Laubblättern, die immer stärker reduziert sind, je höher sie sich an der Pflanze befinden. In den oberen Zweigen sind viele Blüten zu finden, die von kleinen Tragblättern begleitet werden. Die Blüten sind undeutlich in Trauben oder Rispen angeordnet. Der Kelch ist mehr oder weniger glockenförmig und mit fünf schmalen Lappen besetzt, zwischen denen ein deutlich membranartiges Gebiet ausgebildet ist. Die Krone ist zylindrisch und meist zwischen 1,0 und 1,5 cm lang, während die Kronröhre einen Durchmesser von 1,0 bis 1,5 mm besitzt, der Kronsaum ist schmal. Die Staubblätter werden eng vom Kronschlund umschlossen.

## Verbreitung
Die Art kommt in Canyons in den Bergen oberhalb Limas (Peru) vor.

## Systematik und botanische Geschichte
Die Art wurde 1844 von George Bentham erstbeschrieben. Der von Richard Wettstein 1895 vergebene Name Salpiglossis schwenkioides gilt heute nur noch als Synonym.